# Longitudinalidad

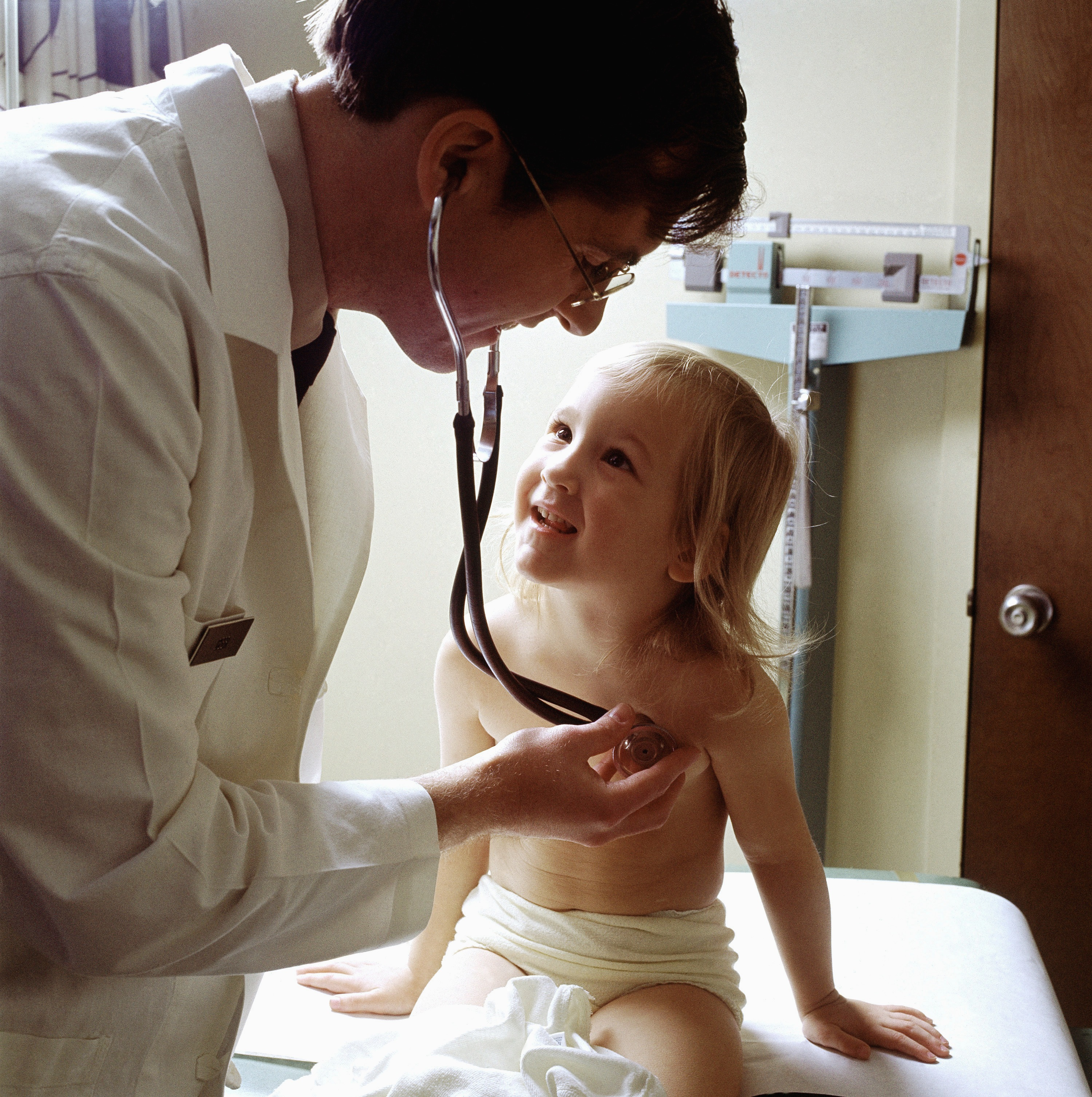
Asistencia médica desde la niñez ...

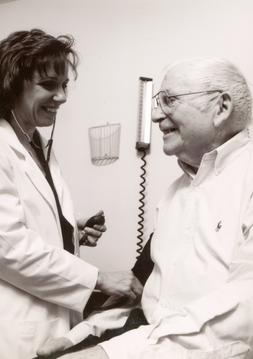
... hasta la vejez, atendiendo todos sus problemas de salud.

La longitudinalidad es el seguimiento de los distintos problemas de salud de un paciente por el mismo médico.
Es una de las cuatro características básicas de la atención primaria de salud, junto con la accesibilidad, la coordinación, y la integralidad.

## Conceptos
Este término tiende a confundirse con el de Continuidad asistencial, que es el seguimiento por uno o varios médicos de un problema de salud específico de un paciente. En sentido estricto la continuidad no es un elemento característico de la medicina general ni exige una relación personal médico-paciente estable, pues con buenos registros (historia clínica, informes) se pueden concatenar los eventos de atención de un episodio de enfermedad en el mismo nivel asistencial o entre diferentes niveles de atención sanitaria.
Sin embargo, la longitudinalidad precisa, además de registros de calidad, mantener una estabilidad personal en el tiempo y en el espacio de la interrelación médico-paciente en el seguimiento de sus problemas de salud, que difícilmente pueden ofrecer la atención especializada o los servicios de urgencia.

## Características
La longitudinalidad es la relación que se establece a largo plazo entre el médico general/de familia y los pacientes de su consulta. Se caracteriza por: 
- la atención por el mismo médico, a lo largo de toda la vida, de la mayoría de los problemas de salud del paciente
- el reconocimiento de la población y de los pacientes de una fuente de cuidados, con la cual se cuenta para el contacto inicial y para el seguimiento de los problemas de salud.

Las medidas que mejoran la longitudinalidad en la relación médico-paciente son:
- los incentivos de «permanencia», aumento del componente de capitación hasta acercarse al 50% del total de la remuneración del médico de cabecera
- mejora de la polivalencia del médico de cabecera
- inclusión de la familia en el cupo del mismo médico
- una reforma pro-coordinación que convierta a los especialistas en consultores.[7]

## Resultados
Con la longitudinalidad en la atención primaria de salud se:
- favorece el nivel de resolución del médico de familia[8]
- consumen menos recursos asistenciales[9]
- reduce la frecuentación hospitalaria[10]
- aumenta la satisfacción del paciente[11]
- y, a largo plazo, reduce el riesgo de muerte de los pacientes.[12]